# 紅線蕨
紅線蕨（学名：Peranema aspidioides）为鱗毛蕨科柄囊蕨屬下的一个种。